# Alcatrazz
Az Alcatrazz 1983-ban alakult heavy metal zenekar. (A név a San Franciscó-i öbölben fekvő börtönre, az Alcatrazra utal.)

## Tagjai
Graham Bonnett, Tim Luce, Howie Simon és Bobby Rock.
További tagok: Gary Shea, Jimmy Waldo, Yngwie Malmsteen, Clive Burr, Jan Uvena, Steve Vai, Danny Johnson, Glen Sobel, Dave Dzielak és Jeff Bowders.

## Története
Az együttes 1983-ban alakult meg Los Angelesben. Nevezetes tagjai voltak Yngwie Malmsteen gitáros, Clive Burr (az Iron Maiden dobosa volt), valamint Steve Vai  gitáros. 

## Leghíresebb számai
Az együttes legismertebb dalai a God Blessed Video és az Island in the Sun. A God Blessed Video megtalálható a 2002-es Grand Theft Auto: Vice City videójátékban is, az egyik fiktív rádióadón.
Az Alcatrazz fennállása alatt 3 nagylemezt jelentetett meg. 1983-tól 1987-ig működtek, majd 2006-tól 2014-ig. 2019-ben Graham Bonnett újra alapította a zenekart és bejelentette, hogy új albumon dolgoznak. Az album 2020-ban jelent meg Born Innocent címmel.

## Stúdióalbumok
- No Parole from Rock'n'Roll (1983)
- Disturbing the Peace (1985)
- Dangerous Games (1986)
- Born Innocent (2020)